# قائمة لاعبي اتحاد كرة القدم الأميركي المصابين باعتلال دماغي رضحي مزمن
يُعد الاعتلال الدماغي الرضحي المزمن (Chronic traumatic encephalopathy) نوعًا من تلف الدماغ تم تشخيصه في 345 من أصل 376 لاعبًا متوفٍ في دوري كرة القدم الأمريكية الوطني (NFL)، وفقًا لتقرير صدر عام 2023 عن مركز الاعتلال الدماغي الرضحي المزمن بجامعة بوسطن، والذي قاد الجهود المبذولة لتشخيص حالات الاعتلال الدماغي الرضحي المزمن. وبالمقارنة، وجدت دراسة أجرتها جامعة بوسطن عام 2018 على عامة السكان حالة واحدة من الاعتلال الدماغي الرضحي المزمن في 164 حالة تشريح، وأن أحد الأشخاص المصابين بالاعتلال الدماغي الرضحي المزمن قد لعب كرة القدم الجامعية. أقر اتحاد كرة القدم الأميركي بوجود صلة بين لعب كرة القدم الأميركية والإصابة باعتلال الدماغ المزمن في عام 2016، بعد أن أنكرت مثل هذه الصلة لأكثر من عقد من الزمان وجادلت بأن أعراض اللاعبين لها أسباب أخرى.
بينما تمحور الكثير من الاهتمام في اتحاد كرة القدم الأمريكية حول الحد من أو معالجة ارتجاج الدماغ، إلا أن الأبحاث الطبية الأخيرة تظهر أن تلف الدماغ المصاب بداء اعتلال الدماغ الرضحي المزمن (CTE) ينتج من التأثير التراكمي لجميع الاصطدامات على مستوى رأس اللاعب، مما يؤكد ما كان معروفاً بشكل عام منذ نحو قرن لكنه نُسي إلى حد كبير بعد ذلك. لقد قام اتحاد كرة القدم الأمريكية بإجراء تغييرات في القواعد لتقليل الاصطدامات برأس اللاعب وسعى لتحسين تصميم خوذات اللعبة. يرد النقاد أن الإصابات الرأسية الكبيرة أمر لا مفر منه للاعبين الأكبر حجماً والأسرع في كرة القدم التي تعتمد على العرقلة، وأن الخوذ ليست ذات فعالية كبيرة في منع دماغ اللاعب من الارتطام بجدران الجمجمة، وهو السبب في تلف الدماغ الذي يؤدي إلى داء اعتلال الدماغ الرضحي المزمن (CTE).
مع استمرار المزيد من الأهالي (بما في ذلك بعض لاعبي اتحاد كرة القدم الأميركي) في اتخاذ قرار بعدم السماح لأطفالهم في لعب كرة القدم، يبقى أن نرى ما إذا كانت كرة القدم ستواجه في نهاية المطاف تراجعًا كبيرًا في شعبيتها مثل ملاكمة، التي تراجعت عن الصدارة بعدما لفت الضرر الدماغي الذي تعرض له الملاكمون السابقون الانتباه العام بشكل أكبر. اعتبارًا من 2023 كرة القدم هي الرياضة الأكثر مشاهدة في الولايات المتحدة بفارق كبير بينما كرة السلة هي الرياضة الأكثر ممارسة.

## كيف يتأثر اللاعبون
على الرغم من أن أعراض الاعتلال الدماغي الرضحي المزمن (CTE) يمكن أن تختلف، إلا أنه لا يسبب الوفاة بشكل مباشر بل يغير الشخصية والسلوك، مما يجعل الشخص لا يشعر بأنه هو نفسه بعد الآن. اللاعبون المصابون بالاعتلال الدماغي الرضحي المزمن يمكن أن يصبحوا منعزلين عن أصدقائهم. في بعض الأحيان يصبحون غير قادرين على سرد قصة، إجراء محادثة، أو التعرف على أحبائهم. أحد اللاعبين السابقين الذي تبين لاحقًا أنه مصاب بالاعتلال الدماغي الرضحي المزمن وصف شعوره بصداع يشبه طعنات الجليد في دماغه.
بعض اللاعبين السابقين الذين يعانون من اعتلال الدماغ الرضي المزمن يعانون من فقدان الذاكرة والاكتئاب. بعض اللاعبين ومن حولهم يتعاملون مع تقلباتهم المزاجية العنيفة، والغضب، والبارانويا. في بعض الحالات، يساهم الضرر الذي يلحق بأدمغة اللاعبين في إدمان الكحول الشديد الذي يؤدي إلى الوفاة. اثنان من الفائزين السابقين بجائزة رجل العام في الدوري الوطني لكرة القدم الأمريكية الذين يعانون من أعراض اعتلال الدماغ الرضي المزمن قد انتحروا بإطلاق النار على أنفسهم في الصدر، بقصد ترك أدمغتهم سليمة لتتم دراستها من أجل الأضرار التي لحقت بها بسبب كرة القدم.
الفائز بجائزة هايزمان ولاعب بو جاكسون السابق المميز في اتحاد كرة القدم الأمريكي قال في مقابلة عام 2017 مع يو إس إيه توداي إنه لو كان يعلم عن المخاطر المرتبطة بالاعتلال الدماغي الرضحي المزمن، لما لعب كرة القدم أبدًا، كما أنه يثني أطفاله عن ممارسة هذه الرياضة. في أواخر عام 2017، اللاعب السابق لاري جونسون، الذي يحمل الرقم القياسي في اتحاد كرة القدم الأمريكي لأكبر عدد من المحاولات الركضية في موسم واحد، أفاد بأنه يعاني من أعراض مشابهة لتلك التي عانى منها أرون هيرنانديز، بما في ذلك فقدان الذاكرة، وأفكار انتحارية، وأفكار لارتكاب أفعال عنيفة. وعلى الرغم من عدم وجود طريقة لتشخيص الاعتلال الدماغي الرضحي المزمن بشكل مؤكد قبل الوفاة، إلا أن جونسون يعتقد أنه يعيش مع المرض.
قال مدير لمنظمة الارتجاج الدماغي التنفيدي: "تكون المراحل المتأخرة من اعتلال الدماغ الرضحي المزمن (المرحلة 3 و4) مرتبطة بالخرف، ولكن المراحل المبكرة من اعتلال الدماغ الرضحي المزمن (المرحلة 1 و2) ترتبط أكثر بما يسمى اضطراب التنظيم العصبي السلوكي، والذي يشمل السلوك العنيف أو الاندفاعي أو الانفجاري، السلوك غير الملائم، العدوانية، الغضب، 'فتيل قصير'، وافتقار السيطرة على السلوك." 
كل سنة يلعب فيها اللاعب كرة القدم الأمريكية يزيد من خطر الإصابة بمرض اعتلال الدماغ الرضحي المزمن بنسبة 30 بالمئة. غالبًا ما يعاني أفراد العائلة والأصدقاء في محاولة توفير الرعاية للاعبين السابقين المصابين بمرض اعتلال الدماغ الرضحي المزمن،  في حين تعرض الدوري الوطني لكرة القدم الأمريكية لانتقادات لعدم متابعة وعوده المحدودة  وعدم استخدام اختبارات أساسية لتحديد الخرف لدى اللاعبين السابقين في إطار تسويته القانونية.

## القائمة

### اللاعبون المتوفون الذين تأكدت إصابتهم بالاعتلال الدماغي الرضحي المزمن بعد الوفاة
الاختبار النهائي الشائع حاليًا يمكن إجراؤه فقط من خلال فحص نسيج دماغ الضحية المتوفاة. 345 من أصل 376 من لاعبي الدوري الوطني لكرة القدم الأمريكية الذين تم تشريح أدمغتهم كانوا مصابين بالاعتلال الدماغي الرضحي المزمن.
نسبة كبيرة من اللاعبين السابقين المتوفين، لم يتم إجراء تشريح متخصص لأدمغتهم، حيث لم يتم إجراء أول تشريح من هذا النوع حتى عام 2002، ومع أن معظم عائلات اللاعبين المتوفين يحتفظون بنتائج تشريح الجثث بسرية، فإن القائمة التالية توضح جزءًا صغيرًا من لاعبي NFL الذين تم تشخيص إصابتهم بالاعتلال الدماغي الرضحي المزمن. العمر المذكور إلى يمين أسماء العديد من اللاعبين هو عندما بدأت أعراض الاعتلال الدماغي الرضحي المزمن لديهم، كما هو موضح في المصادر المشار إليها، على الرغم من أنه في بعض الحالات قد تكون الأعراض قد بدأت في وقت سابق.
- راي أبرزيزي[34]
- فيليب آدامز[38] – بدأت أعراض اعتلال الدماغ الرضحي المزمن في أوائل الثلاثينيات
- جورج أندريه[39]
- مارك أرنسون[40] – أواخر الستينيات
- ريك أرينغتون[41]
- تشاك أروبيو[42] – أوائل السبعينيات
- جورج أتكينسون الثالث[43] – العشرينات
- ماكسي باهان[44]
- تيري بيسلي[45]
- ديف بيرمان[46]
- جوفان بيلشر[47] – منتصف العشرينات
- آل بيميلر[48] – منتصف السبعينات
- ويس بيندر[49] – منتصف الأربعينات
- جيف بلاكشير[48] – منتصف الثلاثينات
- فورست بلو[50][51] – أوائل الخمسينات
- دوريان بوز[52] – أوائل الأربعينات
- دانيال برابهام[53]
- كولت برينان[54] – منتصف الثلاثينات
- كورتيس براون[55] – الخمسينات
- نيك بونيكونتي[56][57] – أوائل السبعينات
- ليو كاربنتر (لاعب كرة قاعدة)[58]
- هوارد كارسن[42][48] – أواخر الخمسينات
- هوارد "هوبالونغ" كاسادي[59] – أواخر الستينات
- روني كافنيس[60]
- هنري تشايلدز[61]
- غريغ كلارك[62] – أواخر الأربعينات
- دانييل كولشيكو[63]
- بول كرين[64]
- لو كريكمر[65] – أوائل الخمسينيات
- تشاك كريست[66]
- إيرف كروس[16] – أواخر السبعينيات
- دوغ كونينغهام[17]
- أرت ديكارلو[63]
- فيلي دانيال[67] – منتصف الستينيات
- جورج داراه[68] – أواخر الستينيات
- فرد دين (لاعب كرة قدم أمريكية)[69]
- توم ديليون[70]
- كونراد دوبلر[71][72]
- شين درونيت[73] – في منتصف الثلاثينيات
- ديف دويرسون[27][74][75] – في منتصف الأربعينيات
- بيت دورانكو[63]
- راي إيسترلينج[75][76][77] – في منتصف الأربعينيات
- كريس إيتزمان[78] – في أواخر الثلاثينيات
- كيفن إليسون[79] – في أواخر العشرينيات
- جيمس إيفانز[80]
- ميل فار[81]
- غرانت فيزل[25]
- جين فيلكر[82]
- كولين فينرتي[83] – أواخر العشرينات
- داني فلتون[48]
- فرانك غيفورد[75][84]
- دارين غيلبرت[85]
- كوكي جيلكريست[75][86]
- نيسبي غلاسكو[87]
- جون غريمزلي[88]
- جيسون هيرستون[20] – في أوائل الأربعينات
- داريل هاموند[89]
- كارلتون هاسلريغ[90] – في أوائل الخمسينات
- ريب هوكينز[91]
- ستيف هايمكريتر[48]
- كريس هنري[75][92] – في منتصف العشرينات
- أرون هيرنانديز[93] – في منتصف العشرينات
- والي هيلجينبيرغ[94]
- جون هيلتون[95]
- جلان راي هاينز[96] – في منتصف الثلاثينات
- بول هورنونغ[59]
- جيم هوستون[97] – في أوائل الخمسينات
- جيم هدسون[98]
- كلود همفري[48]
- جيري هاث[63]
- فنسنت جاكسون[99] – في منتصف الثلاثينات
- داريوس جونسون[100] – في أوائل الخمسينات
- جون جونسون (لاعب كرة قدم)[101] – الخمسينات
- رون جونسون الأب[102]
- فوغن جونسون[42][48] – في أواخر الأربعينات
- تيري جويس[103]
- توم كيتينغ[63]
- بوب كوشينبيرغ[57]
- جيم كييك[56][57] – منتصف الستينات
- فرانك ليمستر[48]
- بيل لينكايتيس[104]
- جريج لينس[105]
- تيري لونغ[106] – منتصف الأربعينات
- إدوارد لوثامر[107] – أوائل الستينات
- روب ليتل[108]
- تشارلز ماكي[109] – أوائل السبعينات
- جون ماكي[75][110] – أواخر الخمسينات
- أولي ماتسون[75][111]
- تومي ماكدونالد[112]
- كيلي ماكغريغور[113]
- توم ماكهيل[75][114] – منتصف الأربعينيات
- فرد مكنيل[115][116] – منتصف الأربعينيات
- إيرل مورال[57][117]
- لاري موريس (لاعب كرة قدم أمريكية)[18] – منتصف الأربعينيات
- جاي موريس[118][119] – أوائل الستينيات
- تومي نوبيس[22]
- جو أومالي[63]
- باول أوليفر[63] – أواخر العشرينات
- تشاك أوسبورن[120] – منتصف الثلاثينات
- راي بيركنز[34] – منتصف السبعينات
- جو بيري[51] – أوائل السبعينات
- ريتشارد بيكنز[121]
- سريل بيندر[122]
- مايك بيتس[48]
- مايك بايل[63]
- بوب رايلي[123]
- إيزياه روبرتسون[124]
- أدريان روبنسون (لاعب كرة قدم أمريكية)[125] – منتصف العشرينات
- روكي روزما[126]
- سكوت روس[127] – منتصف الثلاثينات
- ماكس روناجر[128]
- تايلر ساش[75][129] – أواسط العشرينات
- إيريك سكوجينس[98]
- كلايد سكوت[130] – الثمانينات
- جيك سكوت[56][57] – أواخر الستينات
- جونيور سيو[75][131] – أوائل الأربعينات
- بوبا سميث[75][132]
- روبرت سويل[63]
- كين ستيبلر[75][133] – أواسط الستينات
- جيف ستاجز[134] – أواسط الستينات
- بيل ستانفيل[57]
- جاستن ستريلتشيك[75] – أواسط الثلاثينات
- جيري شتورم[48]
- بات سوليفان[59] – أواسط الخمسينات
- موسي تاتوبو[135]
- دانيال تيو-نيسهيم[24]
- ديماريوس توماس[15] – أوائل الثلاثينات
- بيل تروب[136] – أوائل الستينات
- ماكس تورك[137] – منتصف العشرينات
- كيفن تورنر[138]
- تومي فون[139]
- فرانك وينرايت[140] – أوائل الأربعينات
- فولتون ووكر[141] – أوائل الخمسينات
- أندريه واترس[75] – منتصف الأربعينات
- مايك ويبستر (لاعب كرة قدم أمريكية)[75] – أواخر الثلاثينات
- جيم ويلش[136]
- رالف وينزل[75] – أوائل الخمسينات
- تشارلز وايت[59] – منتصف الثلاثينات
- جيسي ويتنتون[142]
- جون ويلبر[63]
- بين وليامز[143] – منتصف الثلاثينات
- ستانلي ويلسون الابن[144]
- جيف وينانز[145] – أوائل الخمسينات
- دينيس ويرجوفسكي[146] – أوائل الخمسينات
- ويلي وود[19] – أواخر الستينات
- فرانك ويتشك[147][148] – منتصف الثلاثينات
- روجر زاتكوف[149]

### اللاعبون الراحلين المشتبه في إصابتهم باعتلال دماغي رضي مزمن
تتضمن القائمة اللاعبين الذين تم تشخيصهم بمرض التصلب الجانبي الضموري (ALS) والذين لم يتم اختبارهم بعد الوفاة لاعتلال دماغي رضخي مزمن (CTE) ولكن يظهر في سجلاتهم ما يتسق مع الاعتلال الدماغي الرضحي المزمن. يعتمد التشخيص المعتاد لمرض التصلب الجانبي الضموري أساسًا على الأعراض والعلامات التي يلاحظها الطبيب لدى المريض وسلسلة من الاختبارات لاستبعاد الأمراض الأخرى وبالتالي، قبل اكتشاف الاعتلال الدماغي الرضحي المزمن كظاهرة في لاعبي كرة القدم الأمريكية السابقين، تم تشخيص العديد من حالات الاعتلال الدماغي الرضحي المزمن كحالات التصلب الجانبي الضموري. بعد تشخيص الاعتلال الدماغي الرضحي المزمن لأول مرة في عام 2002 في نسيج الدماغ للاعب مايك ويبستر،  أصبحت التبرعات بالدماغ لتشريح الجثث المتخصص لفحص الاعتلال الدماغي الرضحي المزمن متاحة بشكل أكبر.
تم إجراء دراسة للوفيات الجماعية بواسطة المعهد القومي للسلامة والصحة المهنية (NIOSH) على 3،349 لاعباً في دوري كرة القدم الأمريكية (NFL) الذين لعبوا لما لا يقل عن خمسة مواسم كاملة في الفترة من 1959 إلى 1988. أظهرت النتائج أنه في حين أن لاعبي دوري كرة القدم الأمريكية عاشوا أطول من متوسط عمر الأمريكيين الذكور — رغم أن ذلك قد يكون بسبب العلاقة بين الدخل ومتوسط عمر الأفراد في الولايات المتحدة — فإن خطر الوفاة المرتبط بالاضطرابات التنكسية العصبية كان أعلى بحوالي ثلاث مرات بين جماعة لاعبي دوري كرة القدم الأمريكية. وكان خطر الوفاة بسبب مرض آلزهايمر والتصلب الجانبي الضموري (ALS) أعلى بحوالي أربع مرات بين جماعة لاعبي دوري كرة القدم الأمريكية.
- ماريون باربر الثالث[156]
- آل بيميلر[157]
- مات بلير[158]
- ستيف بومان[34]
- تيموثي براون[159]
- كريس برايمر[160]
- دنيس بيرد[161]
- دوايت كلارك[162]
- مايك كورتيس[163]
- توم ديمبسي[159]
- غلين فوستر[164]
- جون فريشيت[165]
- جيسي فريتاس جونيور[166]
- واين هوكينز[167]
- ديف هيرمان[168][169]
- جين هيكرسون[170]
- دنيس هومان[34]
- هاري جاكوبس[157]
- ديريك جنسن[171]
- جو كاب[172]
- ديف كوكوريك[33]
- ديك "القطار الليلي" لين[173]
- جيم لوكلير[174]
- توني ليسيو[175]
- ديفيد لونكفورد[176]
- توم مات[136]
- ستيف مكمايكل[177]
- رالف نيلي[178]
- ديك نولان[179]
- جيم نورتن[180]
- بيل بيلينغتون[136]
- جيم رينغو[181]
- غيل سايرز[182]
- دون شينيك[136]
- أو جيه سيمبسون[183][184][185]
- شيفين سميث[186]
- ستيف سميث[187]
- آرت سبيني[136]
- ميلت سندي[159]
- أورلاندو توماس[188]
- جيم تاير[189][190]
- ديفيد والترز[191]
- ستانلي ويلسون الابن[192]

### اللاعبون السابقون الأحياء الذين تم تشخيصهم بالاعتلال الدماغي الرضحي المزمن أو التصلب الجانبي الضموري أو الإبلاغ عن أعراض متوافقة مع الاعتلال الدماغي الرضحي المزمن أو التصلب الجانبي الضموري
هؤلاء اللاعبون أعلنوا علنًا إما أنهم تم تشخيصهم باحتمال الإصابة بالاعتلال الدماغي الرضحي المزمن أو أنهم عانوا من أعراض مثل الخرف أو فقدان الذاكرة غير المعتاد، وهي متوافقة مع الاعتلال الدماغي الرضحي المزمن ولكن قد يكون لها أسباب أخرى أو قد يكون الاعتلال الدماغي الرضحي المزمن أحد مجموعة من الأسباب. على سبيل المثال، اللاعبون السابقون الذين ظهرت لديهم أعراض في وقت لاحق من الحياة قد يكون لديهم أشكال أخرى من الخرف المرتبط بالعمر. في بعض الحالات، تلقى اللاعب تشخيصًا بمرض التصلب الجانبي الضموري، لكن أعراضهم تتوافق مع CTE.
حوالي 4،500 لاعب رفعوا دعاوى قضائية متعددة ضد اتحاد كرة القدم الأمريكية مدعين أنه قام بإخفاء مجموعة متزايدة من الأدلة الطبية حول انتشار مرض اعتلال الدماغ الرضحي المزمن المرتبط بصدمات الرأس في لاعبي اتحاد كرة القدم الأمريكية السابقين، وجاءت بعض الشهادات في هذا السياق.
في الوقت الحالي، لا يوجد اختبار حاسم لمرض الاعتلال الدماغي الرضحي المزمن متاح للأشخاص الأحياء. العمر المذكور بجانب أسماء العديد من اللاعبين هو العمر الذي بدأت فيه أعراضهم التي قد تشير إلى الاعتلال الدماغي الرضحي المزمن بالظهور، كما هو موضح في المصادر المُشار إليها، رغم أنه في بعض الحالات قد تكون الأعراض قد بدأت في وقت مبكر.
- مايك آدملي[193]
- جورج أتكينسون[194]
- جاستن بانان[195] – أواخر الثلاثينات
- برينت بويد[196]
- أو. جاي. بريغانس[197]
- لانس بريغز[198] – منتصف الثلاثينات
- أنطونيو براون (لاعب كرة قدم أمريكية)[31]
- جورج بوهلر[194]
- أرتي بورنس[199] – أوائل العشرينات
- بارني باسي[200]
- هاري كارسون[200]
- واين كلارك[201]
- جارود كوبر[202] – في منتصف الثلاثينيات
- توم كرابتري[203] – في أواخر العشرينيات
- جاي كاتلر[204] – في أواخر الثلاثينيات
- جو ديلا ميليور[205]
- اريك ديكرسون[206]
- توني دورست[205][207] – في منتصف الخمسينيات
- مارك دوبير[208]
- كيلين دايكس[209] – في منتصف الثلاثينيات
- بومر إيسايسون[210]
- بريتو فافر[211] – منتصف الأربعينيات
- ديفيد فالشر[200] – منتصف الأربعينيات
- توني جيتر[186] – أوائل الأربعينيات
- تشارلي جارنر[212] – منتصف الأربعينيات
- مارك جاستينو[179] – أوائل الستينيات
- ستيف جليسون[213][214]
- أندرو جلوفر[215]
- تيم غرين[216] – أواخر الأربعينيات
- إيفرسون غريفن[217] – أواخر العشرينيات
- دوايت هاريسون[218]
- روبرت جاكسون[200]
- روجر جاكسون[219] – أواخر الخمسينيات
- لاري جونسون[220] – أواخر الثلاثينيات
- تيد جونسون (لاعب كرة قدم أمريكية)[196] – منتصف الأربعينيات
- ديريك كينارد[209] – منتصف الخمسينيات
- إيمانويل كينغ[200]
- بيرني كوسار[221] – أواخر الثلاثينيات
- إريك كرامر[222]
- فولتون كيوكيندل[223]
- لامار لاثون[224] – منتصف الأربعينيات
- دورسي ليفنز[223]
- جمال لويس[223] – أوائل الثلاثينيات
- مارك مادوكس[209] – أواخر الأربعينيات
- ليونارد مارشال[205]
- مايك مارتن[200] – أوائل الخمسينيات
- ريكاردو مكدونالد[148][218]
- لي'رون مكلين[136] – منتصف الثلاثينات
- جيم مكمان (لاعب كرة قدم أمريكية)[225] – أوائل الخمسينات
- جو ناماث[34]
- مايكل أور[136] – أوائل الثلاثينات
- فرانك أورجل [226]
- ديف بير[227] – الأربعينات
- جيرالد بيري[48]
- ويليام "ذا ريفريجيراتور" بيري[228] – أواخر الخمسينات
- جيم بلونكيت[229]
- انطوان راندل إل[230]
- هوارد ريتشاردز – في منتصف الخمسينيات
- جون ريسترا[231] – في منتصف الخمسينيات
- جورج روجرز
- ريتجي روكر[232] – أواخر الأربعينيات
- مارك ريبيين[233] – في منتصف الخمسينيات
- وارن ساب[234]
- آرت شليستر[136] – أوائل الخمسينات
- تيم شو[235] – أوائل الثلاثينات
- سام شيلدز[236] – أواخر العشرينات
- ريان ستيوارت[223] – أواخر العشرينات
- تيرون ستو[209] – أوائل الخمسينات
- داريل تالي[237]
- جو توماس[238] – أوائل الثلاثينات
- ثورمان توماس[239] – منتصف الأربعينات
- آرت ثومس[194]
- غودوين تورك[240]
- كايل تورلي[241] – منتصف الثلاثينات
- زاك واليز[209] – أوائل الأربعينات
- إد وايت[242]
- ميتش وايت[138]
- ريجي ويليامز[243]
- كيلين وينسلو الثاني[244]
- تيتوس يونغ[245] – أواخر العشرينات

### اللاعبون السابقون المدرجون كمدعين في دعاوى قضائية ضد الدوري الوطني لكرة القدم الأمريكية بسبب إصابات الدماغ التي تعرضوا لها أثناء اللعب
بعد العديد من الدعاوى القضائية وسنوات عديدة من التقاضي، أعلن الدوري الوطني لكرة القدم الأمريكية والمحامون عن حوالي 4،500 لاعب سابق (أو ممتلكاتهم) عن تسوية مالية بقيمة 765 مليون دولار في عام 2013. القائمة أدناه تحتوي حاليًا على أقل من نصف هؤلاء اللاعبين.
تعرض دوري كرة القدم الأمريكية لانتقادات شديدة عندما أصبح معلوماً أن استخدام مبدأ "تحديد المعايير العرقية"، الذي افترض أن اللاعبين السود بدءوا بمستويات إدراكية أقل من اللاعبين البيض، كان يُستخدم في تحديد ما إذا كان اللاعبون مؤهلين للحصول على المساعدة في السنوات الأولى من التسوية. قد أوقف الأطراف في التسوية استخدام "تحديد المعايير العرقية" في يونيو 2021.
في الآونة الأخيرة، اشتكى العديد من اللاعبين وعائلاتهم من حرمانهم بشكل غير عادل من الفوائد بموجب التسوية. على الرغم من أن شروط التسوية تتطلب استخدام أحدث الفحوصات الطبية لتشخيص الاضطرابات العقلية، إلا أن الفحوصات التصويرية الأساسية لا يُدفع مقابلها، مما يوفر "لـNFL عشرات الملايين من تكاليف الطبية وحدها". وكما قال أحد اختصاصيي التصوير العصبي: "إذا كنت تحاول اكتشاف الخرف في السنوات العشر أو الخمس عشرة الأخيرة ولا تستخدم التصوير، فإنك لا تحاول بجدية كافية".
- خالد عبد الله[251]
- روبرت إبراهيم[252]
- سيد أبراموفيتز[253]
- بوبي إي. أبرامز الابن[254]
- رون آكس[255]
- توني آدامز[252]
- جورج آدامز[256]
- هنري آدامز[257]
- كيث آدامز[258]
- روبرت آدامز[259]
- سكوت آدامز[258]
- فاشوني آدامز[255]
- مارجن أتكينز[252]
- لوي أغيار[259]
- تشيدي أهنوتو[260][261]
- ديفيد أهرينز[252]
- سماجي أكيلي[252]
- إيثان اولبرايت[262]
- أرنولد آلي[263]
- تشارلز ألكسندر الابن[264]
- ديفيد ألكسندر[265]
- روك ألكسندر[263]
- فيرنيست ألكسندر[253]
- اريك ألين[266]
- دالفا ألين[267]
- تيري تي. ألين[268]
- جيمس ألتهوف[257]
- مارتن آمسلر[269]
- مايكل أندرسن[258]
- ألفرد أندرسون[255][265]
- دوني أندرسون[257]
- إريك أندرسون (لاعب كرة قدم أمريكية)[266]
- فريد أندرسون[252][261]
- غاري (دوني) أندرسون[252]
- جمال أندرسون (لاعب كرة قدم أمريكية)[270]
- كيم أندرسون[271]
- أوتيس أندرسون[272]
- ريتشارد أندرسون[252]
- روجر أندرسون الثالث[273]
- تشارلز أنتوني[252][274]
- كورنيليوس أنتوني[257]
- ريديل أنتوني[252]
- ليونيل أنطوان[252]
- شلي أركامبو[259]
- جوجوان أرمور[275]
- هارفي أرمسترونغ[252]
- ريتشارد أرندت[255]
- مارك أرنسون[252][255]
- جون أرنت[276]
- جيمس أرنولد[255][273]
- جوزيف أساكا جونيور[274]
- بيتر آثاس[252]
- مايك أوغسطينياك[252]
- ويليام أوستن[269]
- ريجنالد أوستن[277]
- روبرت أفيليني[259]
- جون آفري[278]
- ستيف باك[260][261]
- تشارلي باب[253]
- روبرت بابيتش[255]
- كيرتيس باهام[279]
- إلمر بيلي[260][261]
- كارستن بيلي[270]
- ماريو بيلي[274]
- روبرت بيلي[277]
- ويليام باين[267]
- جيم بايسليز جونيور[273]
- رالف بيكر[263]
- بريان بالدينجر[278]
- غاري بالدينجر[258]
- ريتشارد بالدينجر[263]
- سام بول[267]
- جون بانازاك[252]
- فريد راي بانكس[270]
- مايك بانكس[268]
- مايكل بانكستون[274]
- وارن بانكستون[278]
- غاري باربارو[280]
- كريستوفر باربر[265]
- روي باركر[281]
- جيروم باركوم[282]
- كيفان بارلو[281]
- ريغي بارلو[281]
- ألين بارنز[252]
- بيلي راي بارنز[265]
- جيف بارنز[252]
- لاري بارنز[283]
- ليو بارنز[258]
- فرد بارنت[254][275]
- تيموثي بارنيت[254]
- ليمويل بارني[252]
- ستيف بارتكوفسكي[252]
- جيمس بارتون[253]
- بريان باشناجيل[259]
- إدريس بشير[260]
- مايك باس[252]
- إريك باسي[284]
- لاري بيتس[255]
- باتريك بيتس[268]
- ميخائيل باتيست[263]
- ماركو باتاغليا[268]
- جيمس باتل[255]
- ستيف باومغارتنر[255]
- هارون بيسلي[281]
- ديريك بيسلي[257]
- تيري بيسلي[270]
- دوغ بودوان[252]
- جيف بيفر[258]
- أوبري بيفرز[274]
- بريت بيش[280]
- كورت بيكر (لاعب كرة قدم أمريكية)[276]
- روجرز بيكيت[274]
- دون بيبي[276]
- توماس بير[252]
- مونتي بيسل[258]
- أنتوني بيل[267]
- بيلي بيل[252]
- روبرت بيل[252]
- بروس بيل[259]
- إدوارد بيل[267]
- غرانتيس بيل[265]
- كين بيل[265]
- نيكولاس بيل[252]
- رودني بيلينجر[278]
- دونل بينيت[281]
- ودي بينيت[283]
- تشارلز بنسون[263]
- ميتشيل بنسون[274]
- تروي بنسون[265]
- بيت بيرسيش[268]
- بوب بيري[252]
- غاري بيري[253]
- شون بيرتون[285]
- دون بيسيلليو[272]
- إريك بيفرلي[281]
- ريتشارد بيلسكي[265]
- كيث بيغرز[263]
- قاي بينغهام[270]
- ريون بينغهام[268]
- جوزيف بيسكا[263]
- بيل بيشوب[252]
- هارولد بيشوب[259]
- كين بلاكمان[258]
- لايلي بلاكوود[255][261]
- لايلي بلاكوود جونيور[260]
- فيلي بليد[281]
- برايان بليدز[260][261]
- هوراشيو بليدز[260][261]
- روبرت بلانشارد[269]
- روبن سكوت بلانتون[268]
- أنتوني بلايلوك[270]
- مايكل بلازيتز[274]
- فيليب بوبو[260]
- جوزيف بوك[267]
- دومينيك بودي[255]
- نيكولاس بولكوفاك[252]
- أندرو بولتون[263]
- رونالد بولتون[269]
- سكوت بولزان[255]
- فون بوكر[277]
- ريان بوشيتي[268]
- كيث بوستك[274]
- مايكل بولوير[268]
- إميل بوريس[263]
- سام باورز[263]
- تشارلز بوزر[274]
- بوبي بويد[255]
- برينت بويد[252]
- غريغوري بويد[252]
- غريغ براسيلين[269]
- إد برادلي[263]
- هنري برادلي[252][255]
- أوثا برادلي[255]
- بيل برادلي[272]
- كايل برادي[274]
- ستيفن براغز[258]
- دينيس براغونيير[257]
- دانييل براندنبورغ[273]
- ديفيد براندون[270]
- أندرو برانتلي[283]
- ميلفين براتون[277]
- روبرت برازيل[251]
- جيف بريغيل[269][281]
- جون بروير[252]
- غريغ بروتون[258]
- لامونت برايتفل[281]
- فينسنت بريزبي[281]
- جيري برودناكس[257]
- فون برودناكس[276]
- تيموثي برودي[270]
- جون برودي[259]
- كيفن بروكس[274]
- ميخائيل بروكس[253][259]
- جيمس بروفي[263]
- لوثر بروفتون[276]
- ستيفن بروسارد[270]
- هارون براون[263]
- سيدريك براون[259][283]
- تشاد براون[281]
- تشارلز براون[255]
- كورتيس براون[270]
- ديونتاي براون[281]
- إدوارد براون[276]
- فخير براون[284]
- غريغوري براون[286]
- جوزيف "بيري" براون[283]
- لانس براون[255]
- لوماس براون[287]
- مارك إس. براون[252]
- ريموند براون[252]
- رجي براون[277]
- ريجيلين براون[281]
- ريجنالد براون[274]
- روبرت إل. براون[260]
- روبرت لي براون[261]
- روجر براون[276]
- رونالد براون[257]
- تيري براون[274]
- كيث براونر[270]
- روس براونر[270]
- ليديا برونيت[261]
- بوب برونيه[260]
- جيفري براينت[270]
- موريس براينت[274]
- وارن براينت[270]
- ميغيل ("مايك") برايس-دينغل[277]
- فينس باك[279]
- روبرت بوتشكوفيسكي[268]
- إد بودي[284]
- دان بويننج[288]
- داني بوجز[270]
- درو بوي[255]
- رودولف بوكيتش[283]
- نورمان بولاك[263]
- كورتلاند بولارد[278]
- كورتلاند بولارد جونيور[274]
- جارود بانش[269]
- جيم بوندري[289]
- جيمس بورغس[278]
- راندال ويليام بيرك[276]
- بوبي بيرنت[267]
- جو بيرنز[270]
- جيف بوريس[272]
- ديريك بوروز[265]
- نوح بوروغز[252]
- كينيث بورو[252]
- بلير بوش[253]
- آندي بوشاك[257]
- ديكستر باسي[263]
- روبرت باتلر[260][261]
- دوين باتلر[281]
- ليروي باتلر[278]
- مايكل باتلر[255]
- رايموند باتلر[270]
- كيث بايرز[278]
- كارل بايروم[269]
- جيمس كاديل[263]
- ويليام كاهيل[252]
- كينيث كالليكوت[290]
- كينيث كالليكت[269]
- كريستوفر كالاوي[272]
- ريتشارد كاماريو[255]
- لامار كامبل[277]
- وودي كامبل[269]
- جيمس كانيدا[253]
- جون كابليتي[252]
- جو كارمن[262]
- ألبرت كارمايكل[284]
- بريت كارولان[257]
- جو كارولو[267]
- رونالد كاربنتر الابن[255]
- ويليام كار[270]
- روجر كار[252]
- ألفونسو كاركر[270]
- باول كارينغتون[273]
- ترافيس كارول[270]
- آلين كارتر[252]
- دالي كارتر[266]
- جوناثان كارتر[274]
- لافونيا كارتر[263][270]
- مايكل كارتر[253]
- روبين كارتر[255]
- فيرجيل كارتر[273]
- جوندايل كارتي[270]
- ميلفين كارفار[252]
- شانتي كارفار[272]
- سكوت كيس[263]
- ريتشارد كاش[255]
- توم كاسيزي[278]
- مارك كاتانو[263]
- كارمن كافالي[253]
- ماريو سيلوتو[252]
- يوجين سيبيتيلي[284]
- غوردون سيريسينو[263]
- بايرون شامبرلين[281]
- كريس شامبرز[281]
- ديونا تشامبرز[281]
- روبرت تشانسي[270]
- ليندسي شابمان[260]
- جون تشارلز[265]
- ميخائيل تشيفر[259]
- دارين شيافيريني[266]
- مارك تشمورا[284]
- جيسون تشوراك[258]
- هيربرت كريستوفر[270]
- إيرل كريستي[252]
- غريغ كريستي[258]
- جيف كريستي[284]
- يوجين تشونغ[258]
- فيني كيرتشي[268]
- داريل كلاك[274]
- آلان في. كلارك[252]
- غايل كلارك[257]
- جمال كلارك[274]
- كينيث كلارك[268]
- ماريو كلارك[267]
- راندي كلارك[253]
- ريجينالد كلارك[252]
- ستيفن كلارك[270]
- فينسنت كلارك[266]
- واين كلارك[267]
- كينيث كلارك[277]
- ريموند ملعب ترابيborn[272]
- فيليبي ملعب ترابيbrooks[270]
- هارفي كلايتون[260][261]
- كام كليلاند[281]
- أنتوني كلاين الأب[276]
- توني إف. كلاين الابن[252]
- جوناثان كلينكسكيل[274]
- مايكل كلاود[268][283]
- بين كوتس (لاعب كرة قدم أمريكية)[281]
- توني كوتس[263]
- غاري كوب (سياسي)[257]
- مارفن كوب[276]
- جو كوكوزو[278]
- شيرمان كوكروفت[258]
- رون كودر[252]
- جايل كوجديل[255]
- دانيل كولشيكو[252]
- لاري كول[257]
- لينكولن كولمان الابن[274]
- رودريك كولمان[270]
- كوسي كولمان[270]
- أنتوني كولينز[272]
- كالفين كولينز[270]
- فرانك كولينز[267]
- جلان كولينز (لاعب كرة قدم أمريكية)[255][284]
- مارك كولينز[259]
- مو كولينز (لاعب كرة قدم أمريكية)[257]
- شون كولينز (لاعب كرة قدم أمريكية)[257]
- بن كولمان[281]
- جيمس كولفين[257]
- تشاك كوميكي[279]
- جلين كوندن[257]
- مايك كونلي[257]
- جون كونون[263]
- سكوت كونفر[263]
- جون كونتوليس[263]
- إد كوكي[253]
- ويليام كوكي[252]
- روبرت كوكسي[270]
- روبرت كونز[255]
- كريس كوبر (لاعب كرة قدم أمريكية)[281]
- ديك كوبر[270]
- إيرل كوبر (لاعب كرة قدم أمريكية)[269]
- جارود كوبر[281]
- مارك كوبر[252]
- أوبادياه كوبر[274]
- داني كوبلاند[270]
- هوراس كوبلاند[254]
- گاودي كورنيل[260]
- فرانك كورنيش الثالث[274]
- كوینتن كوريات[253][268]
- دوغ كوسبي[252]
- مارشيا كوزما[260]
- ديف كوستا[252]
- باول كوستا[253]
- مارك كوتني[252]
- جيمس كوتون[281]
- ماركوس كوتون[276]
- تيري كوزين[259]
- جيمس كوڤرت[252]
- أنتوني كوفينجتون[272]
- آرثر كوكس[277]
- توم كوكس[266]
- اريك كرابتري[274]
- فرانسيسكو كريغ[254]
- نيل كرايغ[252]
- فيرنون كروفورد[281]
- جو كريبس[252]
- هنري كروكت[281]
- كيتون كرومارتي[279]
- بيت كروان[252]
- كليفلاند كروسبي[274]
- رونالد كروسبي[263]
- ديفيد كروسان[258]
- تشارلز كرو[257]
- ليندون كرو[269]
- هاري كرامب[254]
- بوب كرايدر[257]
- جيمس كلبريث[259]
- كيرلي كالب[255]
- براد كولبيبر[273]
- كارل كونينغهام[253]
- مايكل كورسيو[270]
- ويليام كوران[252]
- كرايغ كاري[252]
- اريك كاري (لاعب كرة قدم أمريكية)[260][261]
- جورج كاري[260][261]
- توم كورتيس[252]
- راندي كوثبرت[259]
- ديف د'أديو[284]
- أنتيكو دالتون[274]
- ليونال دالتون[281]
- مايك داماتو[259]
- ويليام دانيال[252]
- شارترك داربي[281]
- مات داربي[274]
- تري داريليك[262]
- دون دافي[259]
- كيني ديفيدسون[274]
- أل ديفيس (لاعب كرة قدم أمريكية)[273]
- ديكستر ديفيس[267]
- إلغن ديفيس[259]
- جون ديفيس جونيور[269]
- جوني لي ديفيس[274]
- جوني ديفيس (لاعب كرة قدم أمريكية)[255]
- كينيث ديفيس[265]
- مايكل "توني" ديفيس[252]
- ميتشل ديفيس[270]
- أوليفر ديفيس (لاعب كرة قدم أمريكية)[274]
- رونالد ديفيس[259]
- راسل ديفيس[276]
- ثابيتي ديفيس[274]
- تروي ديفيس[265]
- تايرون ديفيس[257]
- والاس ديفيس[270]
- وينديل ديفيس[263]
- فريد دين[255]
- فيرنون دين[272]
- جو دي لاميليور[252][261]
- غريغ ديلونج[281]
- روبرت ديلبينو[266]
- بوب ديماركو[265]
- جون ديماري[253]
- جلين ديربي[269]
- بريان ديرو[257]
- تشاك دتويلر[263]
- أنتوني ديكرسون[276]
- كينيث ديكرسون الأب[255]
- كورتيس ديكي[270]
- سكوت ديركينغ[278]
- كريستيان ديتريش[255]
- ستايسي ديلارد[274]
- بوكي ديلتس[255]
- جينارو دي نابولي[288]
- أدريان دينغل[274]
- روبرت ديريكو[253]
- كوري ديكسون[280]
- إرنست ديكسون[277]
- فلويد ديكسون[270]
- هانفورد ديكسون[274]
- هربرت دوبينز[252]
- كونراد دوبلر[252]
- كيرك دودج[276]
- جايسون دويرنغ[263]
- ستيفن دوغ[260][261]
- كريستوفر دولمان[270]
- جيف دونالدسون[266]
- دوغ دونلي[263]
- مايكل دونوهو[273]
- كوي دونوهيو[257]
- توماس دونكوايل[270]
- ماثيو دورست[274]
- توني دورست[254]
- اريك دورسي[270]
- ريغي دوس[257]
- ديفيد دوغلاس[257]
- موريس دوجلاس[263]
- روما دوجلاس[274]
- سكوت دراجوس[285]
- تروي درايتون[281]
- دوغ دريسلر[263]
- شين درونيت[291]
- جيمس دروكنميلر[262]
- مارك دودا[259]
- إي جي دوه[253]
- كريس دوليبان[263]
- جوناثان دومبولد[263]
- جيمس بريان دنكان[252]
- جيمي دونكان (لاعب كرة قدم أمريكية)[270]
- كينيث دونيك[259]
- ليونارد دنلاب[253]
- لندن دنلاب[274]
- ريجي دوبارد[252]
- مارك دوبير[272]
- بيلي جو دوبري[269][274]
- ماركوس دوبري[251]
- بيت دورانكو[292]
- ساندي دوركو[255]
- داستي دفوراتشيك[281]
- روبن إيرل[269]
- كيني إيزلي[252]
- دوج إيسليك[262]
- راي إيسترلينغ (متوفى)[293]
- إيرفين إيتمن[276]
- تشاد إيتون[284]
- سكوت إيتون[252]
- تراسي إيتون[253]
- جون إيبرسول[260][261]
- براد إيدلمان[252]
- كليمبا إدواردز[281]
- كريس إدموندز[273]
- مارك إدواردز[270]
- ماريو إدواردز[281]
- روبرت إدواردز[290]
- تيموثي إدواردز جونيور[267]
- تايرون إدواردز[274]
- رونالد إيغلوف[255]
- تشاك إيهين[258]
- غاري إليرسون[265]
- كرايغ إليس[252]
- إد إليس[281]
- كين إليس[276]
- راي إليس[259]
- ريتشارد إيليس[269]
- ديف إلميندورف[257]
- جيمبو إلرود[254]
- بيرت ايمانويل[263]
- ديريك إنغلر[278]
- فيل إيبس[258]
- بول إرنستر[273]
- مايكل إسبوزيتو[259]
- لورنس إيستس[284]
- غريغوري إيفانز[260]
- لاري إيفانز[258]
- مايكل إيفانز[294]
- كيفن إيفرت[257]
- ميجر إيفرت[277]
- ستيف إيفريت[265]
- نو فاول[278]
- جيم فانهورست[259]
- تيري فير[277]
- كين فانتتي[252]
- ميل فار الابن[270]
- مايكل فار[270]
- تريف فولك[279]
- جيف فولكنير[253]
- جيرالد فيري[293]
- ريك فيني[255]
- جو فيرغسون[252]
- كيث فيرغسون[274]
- بيل فيراريو[262]
- براد فيشتل[263]
- أسكوتي (سكوت) فيلدز[260][261]
- إدغار فيلدز[277]
- مارك فيلدز[268]
- دان فيك[266]
- ماتر فينكس[281]
- جيم فين (لاعب كرة قدم أمريكية)[285]
- ليفار فيشر[255]
- جون فيتزجيرالد[257]
- جيم فلانجان[263]
- فلينت فلمنج[263]
- ستيف فولي[252]
- لي فولكينز[252]
- برنارد فورد[254]
- براد فورد[260][261]
- جاي فورمان[281]
- فرد فورسبرغ[252][259]
- إليوت فورشن[270]
- باري فوستر[254]
- روي فوستر[274]
- إلبيرت فوليس[263]
- جمال فونتين[253]
- جون فوركاد[279]
- ريان فولر[295]
- تيم فوكس[252]
- بوبي فرانكلين[255]
- بايرون فرانكلين سينير[263]
- جين فريدريكسون[255]
- روب فريدريكسون[272]
- سولومون فريلون[284]
- لورينزو فريمان[268]
- مايك فريمان[258]
- فيليب فريمان[252]
- روكني فريتاس[267]
- ويليام فريزيل[259]
- ديفيد فالشر[263]
- مايك فاولر[263]
- داريل فولينغتون[252]
- فرينشي فوكوا[255]
- دومينيك فيوريو[274]
- أنتوني فورجانيك[267]
- مايكل توماس فورري[293]
- أوروند غادسن[281]
- ديريك جافني[252]
- لورنس جاجنر[252]
- جورج جايزر[266]
- سكوت قالبرايث[263]
- دوين غالواي[272]
- سكوت غاليون[265]
- مايك جان[254]
- مارك جارالتشيك[260][261]
- فرانك غارسيا[263]
- جيمس غارسيا[252]
- تالمان غاردنر[274]
- توماس جارليك[259]
- كيلفين جارمون[268]
- كيفن غاريت[253]
- والت غاريسون[257]
- بيرسيل جاسكينز[274]
- جيم جاتزيوليس[258]
- أكبر بادجا بياميلا[271]
- جامبي جيذرز[270]
- كينيث جيديس[255]
- كريس جيدني[258]
- ميتشيل غيير[257]
- كريس غايل[266]
- دنيس غينتري[265]
- جامي جيرمان[281]
- روني جينت[258]
- أنطونيو جيبسون[272]
- إرنست جيبسون[277]
- جيمي جايلز[283]
- داريل جيل[274]
- هوبير جين[252][257]
- ريجى جيبسون[274]
- بوب جلاديو[255]
- بريان جلاسكو[253]
- لامار جلين[278]
- أندرو جلوفر[275][296]
- راندال غودفري[277]
- ليو غوياس[265]
- براد غوبل[266]
- جورج غوديك[272]
- جاك غولدن[281]
- أوستن غونسولين[276]
- كريس غود[272]
- كونراد غود[255]
- كيري غود[272]
- روبرت هنتر غودوين[268]
- توم غوسبي[257]
- جيف غوست[258]
- ليونارد غوتشالك[266]
- كيرت غوفيا[276]
- كورنيل غودي[261]
- جيم غرابوسكي[276]
- راندي غراديشار[252]
- نيل غراف[257]
- ويليام غراهام[274]
- داريل غرانت[276]
- بوب غرانت[266]
- مارشارن غريفز[274]
- روري غريفز[272]
- كارلتون غراي[253]
- ميلفين غراي[252]
- تيري غراي[274]
- ديفيد غرايسون[260]
- دونالد غريكو[252]
- دوني غرين[252]
- ودي غرين[255]
- جورج ("تايجر") غرين[277]
- جاي غرين[260]
- هيو غرين[260][261]
- جاكوب غرين[269]
- جاكويز غرين[252]
- جارفيس غرين[281]
- باول غرين (لاعب كرة قدم أمريكية)[269]
- روي غرين[260][261]
- فيكتور غرين[270]
- ويلي جرين[252]
- كينيث غرين[255]
- كارل غرينوود[274]
- ديفيد غرينوود (لاعب كرة قدم أمريكية)[278]
- كورتيس غرير[273]
- روبرت غريغور[252]
- جيمس غرير[251]
- فرانك غريفين[269]
- جيف غريفين[274]
- جون غريفين[259]
- كيث غريفين[284]
- راي غريفين[263]
- هوارد غريفيث[266]
- ويليام غريغز الثالث[255]
- ألفريد جروس[252]
- جيك غروف[289]
- باول غروبر[284]
- روبرت جروب[259]
- إريك جوليفورد[274]
- مايك جومان[255]
- مارك غان[281]
- كيث جوثري[253]
- مايرون غويتون[287]
- آدم هاير[288]
- دايل هاكبارت[252]
- درو حداد[273]
- مايكل هاديكس[286]
- صامويل هاديكس[258]
- ديفيد هادلي[273]
- بريت هاجر[278]
- كريس هينز[270]
- جون هاينز[265]
- كارل هيرستون[269]
- جيمس لامونت هال[284]
- رونالد هال[255]
- روني هاليبرتون[259]
- رون هالستروم[255]
- دارين هامبريك[281]
- تروي هامبريك[281]
- كيث هاميلتون[278]
- روفين هاميلتون[270]
- ستيفن هاميلتون[253]
- جاري هاموند[257]
- جيرمين هامبتون[274]
- رودني هامبتون[272]
- أنتوني هانكوك[272]
- كيفن هانكوك[257]
- تشارلي هانا[297]
- تيري هانراتي[263]
- شيت هانولاك[258]
- بوبي هاردن[252]
- مايك هاردن[284]
- أرنيل هاريسون[260]
- ويليام هاريسون[261]
- سيدريك هاريسون[252]
- تيري هاردي[270]
- أنتوني هارجين[272]
- جيمس هارجروف[253]
- أندي هارمون[265]
- كلارنس هارمون جونيور[253]
- دنيس هاره[252]
- تشارلي هارواي[252][261]
- جيمس هاريل[252]
- آل هاريس[263]
- كليف هاريس[252]
- دورييل هاريس[270]
- إيلروي هاريس جونيور[274]
- جو هاريس[272]
- كيفن هاريس[267]
- كوامي هاريس[257]
- ليونارد هاريس[263]
- ماركيز هاريس[268]
- روبرت هاريس[281]
- شون هاريس[263]
- دوايت هاريسون[254]
- لويد هاريسون[274]
- جيف هارت[258]
- غريغ هارتل[257]
- فرانك هارتلي[263]
- لين هاوس[253]
- سام هافريلاك[255]
- تشيلتون هوكينز[252]
- واين هوكينز[272]
- براندون هايز[257]
- فريدريك هايز[261]
- فريدريك ر. هايز[260]
- مايكل هاينز[268]
- هارولد هايز[255][257]
- هيرمان هيرد[258]
- غاريسون هارست[270]
- جوني هكتور (لاعب كرة قدم أمريكية)[263]
- باتريك هينان[272]
- كريغ هايمبرغر[288]
- رون هيلر[258]
- دايل هيليستري[253]
- كيث هندرسون[254]
- روبن هندرسون[253]
- توماس "هوليوود" هندرسون[271]
- وايت هندرسون[263]
- توماس هندريكس[255]
- براين هينيسي[298]
- إدغار هينك[276]
- تشارلي هينيغان[255]
- تيري هيرميلينغ[255]
- ستيفن هيرندون[281]
- دون هيرمان[259]
- بروس هيرون[278]
- رونالد هيستر[258]
- رالف هايوود[252]
- جون هيكس[255][269]
- لاماركوس هيكس[281]
- فيكتور هيكس[252]
- داريل هيل[274]
- ديفيد هيل[257][263]
- ديميتريوس هيل[251]
- إيفرم هيل[270]
- اريك هيل[279]
- جي. دي. هيل[274]
- خليل هيل[274]
- كينت هيل[252]
- لنزل هيل[272]
- ماركوس هيل[274]
- رايون هيل[279]
- شون هيل[281]
- بريان هينكلي[278]
- مايكل هينانت[253]
- إيدي هينتون[265]
- تيري هواج[263]
- مايكل هوبان[258]
- ستيفن هوبز[270]
- ليفورت هوبلي[259]
- لينكولن هودجدون[268]
- فلويد هودج[260][261]
- سيدريك هودج[277]
- وليام هوغارد[253]
- كيلي هولكومب[270]
- ستيفن هولدن[255]
- إريك هولي[259]
- جوي هولنبك[289]
- برايان هولواي[283]
- رودني فرنسيس[270]
- بروس هولمز[270]
- جيري هولمز[265]
- جوزيف هولمز[274]
- ليروي هولت الابن[269]
- صموئيل هورنر الثالث[255]
- جيمس هود[272]
- فير هووكر[269]
- برايَن هوكس[272]
- تام هوكينز[274]
- ويس هوبكينز[267]
- مايك هوران[276]
- دون هورن[252]
- جو هورن[285]
- روبرت هورن[255]
- رون هورنزبي[252]
- إيثان هورتون[263]
- جايسون هورتون[258]
- جيف هوستتلر[258]
- جيمس هوغ[252]
- جون ويسلي هاوزر جونيور[252]
- أرتيس هيوستن[274]
- دانا هوارد[284]
- بول هوارد[252]
- تود هوارد[265]
- ديلس هويل[252]
- تشاك هاولي[257]
- بيل هوتون[265]
- كريس هدسون[274]
- كين هوف[252]
- ديفيد هيوز[274]
- تايرون هيوز[279]
- مايكل هال[252]
- كوري هولسي[262]
- ديفيد هم[269]
- ليونارد همفريز[255]
- ريكي هونلي[255]
- دانيال هنتر الابن[255]
- باتريك هنتر[274]
- بيل هيرلي[252]
- موريس هيرست[279]
- سكوت هاتشينسون[255]
- مارتن إيمهوف[258]
- ريني إنغوليا[262]
- بريان إنغرام[272]
- بايرون إنغرام[290]
- داريل إنغرام[263]
- جيري إينمان[255]
- جوزيف إيوريو[273]
- جيرالد أيرونز الأب[255]
- سيدريك إيرفين[270]
- داريل إيرفين[252]
- جوستين إروين[259]
- راغيب إسماعيل[284]
- كريس جاكي[270]
- براد جاكسون[252]
- كالفين جاكسون[252]
- كلارنس "جاز" جاكسون[263]
- ديكستر جاكسون[258]
- هارولد جاكسون[272]
- جيفري ب. جاكسون[271]
- جيمس جاكسون[271]
- ملفين جاكسون جونيور[266]
- مايكل جاكسون[253]
- ريتش "تومبستون" جاكسون[280]
- ريكي جاكسون[280]
- سكوت جاكسون[268]
- فيستي جاكسون[252]
- هاري جاكوبس[282]
- كينديل جاكوكس[269]
- رولاند جيمس[272]
- جورج جاميسون[272]
- جون جاناتا[271]
- إيرني جانيت[263]
- بروس جارفيس[252]
- ليون "راي" جارفيس[252]
- جيم جيفكوت[269]
- داميان جيفريز[271]
- نول جينكي[252]
- كينيث جنكينز[260][261]
- ألفرد جنكينز[270]
- إزيل جنكينز[259]
- روني جنكينز[271]
- ملفين جنكينز[272]
- ألفريد جنكينز[253]
- كيث جينينغز[268]
- جون جينينغز[251]
- راسيل جينسن[258]
- جيري جنسن[258]
- جيم سي. جنسن[261]
- جيم دي. جنسن[255][260]
- رون جيسي[252]
- أنتوني (توني) جيتر[252]
- توماس جيتر[258]
- جيمس (جيم) بومان[252]
- جيم جودات[252]
- أكيلي جونسون[260][261]
- ألبرت جونسون الثالث[289]
- أليكس ديكستر جونسون[259]
- ألين جونسون[262]
- أنتوني جونسون[270]
- كريس دبليو جونسون[263]
- جاك جونسون[252]
- جارود جونسون[253]
- جون جونسون[259]
- كيرميت جونسون[266]
- كيفن جونسون[258]
- لاري جونسون الأب[270]
- مارتي جونسون[271]
- ميتشل جونسون[276]
- أولريك جونسون[252]
- روب جونسون[262]
- سيدني جونسون[270]
- تود جونسون[272]
- تروي جونسون[252]
- تراميين جونسون[252]
- أوندرا جونسون[257]
- فون جونسون[280]
- جوزيف جونستون[270]
- هارون جونز[252][261]
- أنتوني جونز[272]
- بروديريك جونز[272]
- كلينتون جونز[265]
- داريل إيرل جونز[278]
- داريل جونز[277]
- دونالد جونز[258]
- دوغلاس سي. جونز[259][271]
- إرنست جونز[255]
- غاري جونز[272]
- جورج جونز[281]
- جيمس جونز[252]
- جيفري جونز[257]
- كينيث جونز[252]
- كيرك كاميرون جونز[272]
- لاري جونز
- ماركيسيا جونز[261]
- مارفن جونز[281]
- مايكل إل. جونز[251]
- سلوين جونز[255]
- ستيف جونز[252]
- فيكتور جونز[281]
- ويلي جونز[281]
- ليندر جوردن[255]
- لي روي جوردن[257]
- ريتشارد جوردن[281]
- ديفيد جوردون[257]
- كيث جوزيف[280]
- مات جويس[285]
- سيث جوينر[265]
- وليام جدسون[260]
- وليام جدسون[261]
- كيري جاستن[299]
- سيدني جاستن[300]
- إسحاق كايسفينسكي[285]
- مارك كافينتزيس[265]
- سلام الكم علي[265]
- لاري كامنسكي[272]
- كارل كاميرير[258]
- ريك كان[252]
- جو كاب[252]
- تيد كاراس الأب[258]
- أليكس كاراس[257]
- ستيف كيز[272]
- بيرسي كيث[280]
- إيرني كيليرمان[252]
- لوروا كيلي[278]
- روبرت كيلي الثالث[270]
- تود كيلي (سائق سيارة سباق)[290]
- ديريك كينارد[271]
- ألان كينيدي (لاعب كرة قدم أمريكية)[270]
- لينكولن كينيدي[257]
- ريكس كيرن[266]
- وايد كاي[254]
- سيدريك كيلينجز[281]
- بروس كيمبل[263]
- ستيف كينر[293]
- أنجيلو كينغ[257]
- إد كينغ[270]
- هوراس كينغ[277]
- كيني كينغ[265]
- لامار كينغ[258]
- ليندن كينغ[266]
- شون كينغ[259]
- ستيفن كينغ[271]
- كيلي كيرشباوم[272]
- راندال كيرك[276]
- لويس كيرووك[252]
- مايكل كيسلاك[269]
- جيم كيتس[257]
- بروس كلوسترمان[257]
- غاري كنافلك[255]
- بريان ونايت[257]
- ديفيد ونايت[253]
- روجر ونايت[268]
- سامي ونايت[257]
- تومي ونايت[281]
- بيت كوش[301]
- ديف كوكوريك[272]
- روبرت كورس[271]
- جون كومبارا[255]
- مارك كونكار[252]
- سكوت كوويسترا[268]
- جيف كوب[265]
- كين كورتاس[255]
- ستيف كورتي[265][272]
- سكوت كوالكوسكي[263]
- ميرف كراكوا[252]
- جو كراكوسكي[269]
- جوزيف كراكوسكي[276]
- كايل كرامر[263]
- بوب كراتش[281]
- دانيال كراتزر[253]
- بول كراوسي[252]
- ديف كريج[302]
- روبرت كرول[252]
- تشارلي كروجر[252]
- رودي كوشنبرغ[274]
- رالف كورك[255]
- فولتون كيوكيندل[303]
- تيد كواليك[252]
- بول لافيغ[260][261]
- جريج لافلور[264]
- بروس ليرد[252]
- جريج لاندرى[304]
- روبرت لاندسي[265]
- إيريك لاين[263]
- ماك آرثر لاين[252]
- بول لاين[271]
- جين لانغ[252]
- كينارد لانغ[284]
- لي لو لانغ[276]
- جيفون لانجفورد[270]
- كين لانيير[258]
- دان لاروز[269]
- بيل لارسون[253]
- غريغ لارسون[276]
- بيت لارسون[258]
- ويليام (بيل) لاسكي[252]
- جي جي لاسلي[258]
- ديريك لاسك[257]
- لامار لاثون[264]
- دون لاتيمر[266]
- بول لاتزكي[253]
- روبرت لافيت جونيور[270]
- هنري لورانس[254]
- بيت لازيتش[252]
- إدوارد بي. لي[272]
- كيث لي[260][261][270]
- بيرني ليجيت[269]
- تايرون ليجيت[279]
- براد لجيت[265]
- تيدي ليمان[281]
- اشلي ليزلي[289]
- فرانك ليمستر[294]
- جريج لينز[283]
- أ. دي. ليستر[253]
- أوتيس ليفيريت[281]
- دورسي ليفنز[305]
- بيل لويس[276]
- دي. دي. لويس[276]
- ديفيد لويس[272]
- ديفيس آر. لويس[258]
- ديريك لويس[280]
- إدي لويس[257]
- فرانك لويس[252]
- غريغوري لويس[257]
- جمال لويس[306]
- كيفن لويس[281]
- توماس لويس[268]
- صموئيل ليلي[268]
- بوب ليلي[257]
- سكوت ليندساي[270]
- لاري لين[276]
- روني ليبيت[272]
- توني ليسيو[255]
- فلويد ليتل[255]
- غريغ لويد[276]
- فرانك لوكيت[280]
- سكوت لوكوود[265]
- مارك لوغان (لاعب كرة قدم أمريكية)[260][261]
- تشيب لوهميلر[253]
- جاكلين لندن[255]
- ديفيد لونج[253]
- توم لوبيانسكي[263]
- زكريا لورد[271]
- إد لوثامر[263]
- أندريه لوت[269]
- توماس لوت[252]
- رونالد لو[276]
- توم لوديرباك[265]
- وارين لوفينغ[252]
- ديفيد لوكاس جونيور[271]
- نيكولاس لوتشي[281]
- كاي لودفيج[268]
- بيل لوك[255]
- ستيف لوك[270]
- بوب لورتسيما[252]
- مايكل لاش[254]
- فران لونش[257]
- دون ماسك[252]
- مارك مادوكس[253]
- رينو ماهي[263]
- دون مايكوفسكي[270]
- فان مالون[260][261]
- توني مانداريتش[263]
- وليام هـ. ماندلي[272]
- وايد مانينغ[269]
- تيم مانوا[276]
- دونالد مانويكيان[252]
- تود مارينوفيتش[263]
- فرد ماريون[255]
- ميتشل مارو[258]
- كورت مارش[263]
- أنتوني مارشال[254]
- ليونارد مارشال[254]
- سيسيل مارتن[255]
- دوجلاس مارتن[263]
- إيمانويل مارتن[254]
- إريك مارتن[254]
- جامار مارتن[263]
- مات مارتن[253]
- رود مارتن[252]
- أنتوني مارتن[276]
- لوني مارتس الابن[266]
- مايكل ماسون[278]
- تومي ماسون[282]
- بيلي ماسترز[263]
- ويليام ماتان[252]
- إيرا ماثيوز[252][271]
- شاين ماثيوز[281]
- فيرنون ماكسويل[272]
- جوزيف ماي (لاعب كرة قدم أمريكية)[254]
- مارك ماي[265]
- ألونسو مايز[271]
- فريدريك مازورك[253]
- جين مكارثر[263]
- كيفن مكارثر[258]
- جيرالد مكبوروز[281]
- ميخائيل مكافري[253]
- ريس مكال[269]
- دون مكولي[252]
- ديوي ماكلاين[270]
- برنت مككلاناهان[260]
- كينيث مككليندان[271]
- تومي مككلسكي[280]
- هورفين مككورماك[281]
- مايك مككوي[268]
- فريد مككاري[254]
- غريغوري مككاري[260][261]
- جورج مكالوه الابن[276]
- رون مك دول[276]
- ديفيد مايكل مك دونالد[265]
- تومي ماكدونالد[307]
- بوبا ماكدويل[281]
- ليونارد "بوبا" ماكدويل الابن[252]
- أنطونيو مك جي[254]
- بين ماكجي[251]
- ديل مك جي[281]
- توني مك جي[255]
- مارك مك جرااث[269]
- دون مك إلهيني[259]
- جيف مك إنتاير[252][260][261]
- ريجي ماكنزي[260][261]
- سيث مك كيني[268]
- ستيف مك كيني[268]
- دينيس مك نايت[252]
- تيد مك نايت[284]
- تيم مك كاير[281]
- دانا مك ليمور[270]
- كيفين مك لود[260]
- كيفين مك لود[261]
- ديكستر مكلون[251]
- دونالد مكيلهيني[257]
- جيم مكمان (لاعب كرة قدم أمريكية)[293]
- دون مكنايل[276]
- فرد مكنيل[272]
- رود مكسوين[260][261]
- مايكل ميد[252]
- كارل مكلنبورغ[258]
- بوب ميكس[255][259]
- لانس ميل[263]
- جون ميلاندر (لاعب كرة قدم أمريكية)[252]
- تشاك ميرسين[252]
- ريتشارد رسييه[272]
- روندوك ميركسون[281]
- جيم ميرلو[266]
- مايك مريويذر[252]
- أرون ميرز[289]
- ديل ميسير[257]
- تيرانس ميتكالف[308]
- تيري ميتكالف[252]
- ريتش مينو[288]
- جون ميشلز[263]
- بوبي ميشو[270]
- فرانك ميدلتون[258]
- رون ميدلتون[263]
- جيرماين مايلز[270]
- بريان ميلارد[255]
- أنتوني ميلر[257]
- بريت ميلر[276]
- برونزيل ميلر[255]
- كاليب ميلر[252]
- كالفن ميلر[270]
- تشارلز إي. ميلر[272]
- كليوفوس "كليو" ميلر[252]
- داني ميلر[254]
- كارل ميلر[257]
- روبرت ميلر[273]
- روبرت تي. ميلر[255]
- كلاودي مينور جونيور[255]
- ترافيس مينور[268]
- كوري مينور[252]
- هارون ميتشيل[252]
- كارلنس ميتشيل[274]
- داريل ميتشيل[271]
- ليفونيا أ. ميتشيل[272]
- ميل ميتشيل[268]
- بيت ميتشيل[265]
- شانون ميتشيل[270]
- سينغور موبلي[271]
- أرت مونك[260]
- ماثيو مونوجير[259]
- أنتوني مونتجومري[257]
- جيمس مونتجومري[257]
- مارف مونتجومري[258]
- تاي مونتجومري[257]
- بيتر مونتي[278]
- مايكل مودي[266]
- آلفين مور[272]
- ديف مور[289]
- ديرلاند مور[252]
- إزيكيل مور جونيور[276]
- جيرالد مور[257]
- أوتيس مور جونيور[268]
- ستيفون مور[270]
- إمري مورهد[255]
- ستانلي مورغان (لاعب كرة قدم أمريكية)[260][261]
- توماس موريارتي[263]
- بريان موريس[271]
- راندال موريس[255]
- فريد موريسون[265]
- ديفيد مورتون[253]
- مايكل مورتون[252]
- مايكل موسلي[263]
- زيفروس موس[254]
- رونالد موتن[265]
- زيك موات[270]
- إدوين موليتالو[281]
- مارك ميرفي[253]
- كالفين موراي[271]
- ميخائيل مايرز[251]
- توبي مايلز[251]
- تشيب ميرتل[252]
- توم نيتين[262]
- جيرن ناغلر[278]
- ريكي ناتيل[273]
- عمر نازل[263]
- ليون نيل[258]
- لاري نيد[268]
- رالف نيلي[257]
- روبرت نيف[258]
- جون نيدرت[265]
- بيلي نيبورز[263]
- كيرتس نيلسون[259]
- دارين نيلسون[263]
- ستيف نيلسون[272]
- دوج نيتلز[269]
- كيث نيوبيرت[265]
- رايان نيوفيلد[268]
- توم نيوبيري[257]
- مايكل نيويل[257]
- بوب نيولاند[257]
- أنتوني نيومان[266]
- أنطونيو نيوسون[281]
- روبرت نيوتن[255]
- مارك نيكولز[252]
- جاك نيكس[263]
- فريدريك نيكسون[278]
- جيف نيكسون[309]
- تومي نوبس[252]
- برايان نوبل[257]
- داني نونان[283]
- كارل نونان[269]
- كيث نورد[252]
- جو نورمان[252]
- جوش نورمان[257]
- جيري نورتن[257]
- جيف نوفاك[257]
- برنت نوفوسلسكي[278]
- فرانك نانلي[255]
- جيريمي نانلي[263]
- مات أودواير[268]
- بريان أونيل[270]
- ماكدونالد أودين[271]
- كريس أولدهام[271]
- هوبي أوليفر[270]
- بروك أوليفو[253]
- هارولد أولسون[263]
- ديف أوسبورن[276]
- سكوت أوزبورن[281]
- ويلي أوشودين[258]
- غوس أوتو[252]
- بوب أوتو[258]
- جون أوتلو[254]
- تشارلز أوينز[263]
- جو أوينز[267]
- موريس أوينز[271]
- آر. سي. أوينز[252]
- ريتشارد أوينز[289]
- تيري أوينز[252]
- كين أوكسيندين[281]
- جاري بادجن[252]
- مايك باجل[257]
- جوزيف باجلي[255]
- ثيدا باينغ[269]
- ديفيد بالمر[260][261]
- ريتشارد بالمر[271]
- ستيرلينغ بالمر[270]
- كريس بان[271]
- إيرف بانكي[266]
- جو بانوس[288]
- إزيكيل باركر[271]
- فرانك باركر[276]
- سير باركر[310]
- برنت باركنسون[276]
- دون باريش[252]
- ريتشارد بارسون جونيور[267]
- باتريك باس[268]
- دان باستوريني[271]
- جيروم باثون[285]
- غارين باتريك[257]
- روزفلت باترسون[270]
- مارك باتيسون[263]
- ريجنالد باين[259]
- إيدي بايتون[272]
- ديف بير[254]
- جيس بيرسون[273]
- برستون بيرسون[257]
- إريك بيغرام[255]
- توب بيكو[258]
- بوب بيليجريني[252]
- روبرت بنشون[273]
- كريستوفر بين[271]
- جون بيرجين[263]
- أنطونيو بيركنز[271]
- رالف بيريتا[276]
- بريت بيريمن[270]
- إد بيري (لاعب كرة قدم أمريكية)[281]
- فيرنون بيري[251]
- كريستيان بيتر[278]
- كورت بيترسن[252]
- جايسون فيليبس[284]
- جو فيليبس[283]
- تشارلز فيلياو[271]
- لو بيكون [253]
- ستيف بيرس[269]
- مايك بايك[257]
- جيريل بيبينس[310]
- ستيف بيساركفيتش[265]
- مايك بيتس[278]
- ديف بيفك[265]
- سكوت بلاير[311]
- آرت بلانكيت[257]
- كريس بولاك[266]
- فرانك بولارد[267]
- تومي بولي[268]
- كيث بوندر[270]
- ديفيد بول[266]
- بوب بول[263]
- كيث بول[268]
- داريل بورتر[281]
- رون بورتر[278]
- مايرون بوتيوس[271]
- روزفلت بوتس[260][261]
- كرايغ باول[276]
- كارل بووي[255]
- مارفن باول[257]
- وارن باورز[252]
- يوجين بريبولا[266]
- رول بريستون[278]
- راي برستون[258]
- ديف برستون[265]
- ديريك برايس[253]
- أنتوني برايور[252]
- رون بريتشارد[271]
- ستانلي بريتشيت جونيور[270]
- ويسلي بريتشيت[270]
- جو بروفِت[276]
- روبرت براوت[257]
- غريغ بروت[271]
- جيمس بروت[254]
- ميكي بروت[255][263]
- مايكل بوسيللو[268]
- جيثرو بيو[276]
- براد كواست[278]
- ريتشارد كواست[269]
- بيل رادماشر[312]
- واين رادلوف[293]
- راندي ريجون[252]
- والي راينر[281]
- مايك رينز[263]
- جريجوري راندال[257]
- إرفين راندل[276]
- توماس سي. راندولف، الثاني[272]
- سليم رشيد[258]
- تيري راي[271]
- كوري رايموند[259]
- ريك رازانو، الأب[265]
- جاري ريزونز[270]
- كين ريفز[270]
- ديفيد ريتشر[252][265]
- جامايكا ريكتور[275]
- رودي ريدموند[252]
- كلارنس ريس[252]
- ويليس جي. ريد[268]
- جون ريفز جونيور[255]
- كينيث ريفز[266]
- براندون ريجيستر[253]
- مايك رايشنباخ[265]
- لامونت ريد[281]
- جوني ريمبرت[254]
- ليونارد رينفرو[266]
- ميلفين رينفرو[271]
- جلين رسلر[284]
- آلان روبر الابن[267]
- فؤاد ريفيز[263]
- ديريك س. رينولدز[272]
- جاكوبي راين هارت[281]
- كريس ريتشارد (لاعب كرة قدم أمريكية)[268]
- جون ريتشاردز[253]
- بوكي ريتشاردسون[276]
- غلوستر ريتشاردسون[271]
- مايك ج. ريتشاردسون[272]
- مايك ريتشاردسون[258]
- روبرت ريتشاردسون الابن[270]
- ديفيد ريتشي[266]
- توماس ريكيتس الابن[258]
- جوزيف ريغيتي[265]
- كارون رايلي[277]
- كونستانتين ريتزمان[263]
- دونالد ريفز[284]
- راندي روبنز[271]
- جيمس روبرسون[263]
- غريغ روبرتس[283]
- والتر روبرتس[252]
- ويليام روبرتس[260][261]
- برنارد روبرتسون[271]
- جمال روبرتسون[281]
- جيمس إي. روبنز[272]
- إدوارد روبنسون جونيور[271]
- جيري روبنسون[252]
- مارك روبنسون[252][269]
- بريان روش[253]
- بول روتشستر[276]
- مايكل روكود[263]
- رودريك رودجرز[252]
- جورج روجرز[259]
- جون إي. روجرز[278]
- كندريك روجرز[271]
- ريججي روجرز[272]
- صامويل روجرز[268]
- لين رود[266]
- جوني رولاند[265]
- دونالد رول[255]
- ديف رولر[255]
- جون رومان[267]
- جيم رومانو[270]
- بريت رومبيرغ[272]
- تاج روم[258]
- أندريه رون[278]
- ديدريك روبر[258]
- سكوت روس[313]
- جيمس روك[308]
- لي روسون[254]
- جون روسر[255]
- روب روبيك[252]
- تود روتشي[281]
- ريجي روكر[308]
- كونسيل رودولف[260][261]
- جيري راش[255]
- مايكل روسينك[257]
- ليونارد راسيل[272]
- رينارد روذرفورد[260]
- جوني روتليدج[270]
- فرانك رايان[252]
- شون ريان[285]
- مارك رايبين[263]
- بول رايزك[277]
- رودريك سادلر[277]
- لين سانت جان[273]
- شون ساليسبري[266]
- كلارنس ساندرز[271]
- مايكل ساندوسكي[308]
- ريك سانفورد[252][260][261]
- أو جاي سانتياغو[270]
- باتريك ساب[281]
- ثيرون ساب[259]
- كيفن سارجنت[263]
- جون سوير[270]
- نويل سكارليت[281]
- مايك شاد[278]
- ديك شافرات[271][276]
- مايكل شنِك[271]
- مايك شنِتكير[272]
- مات شوبيل[314]
- كين شروي[276]
- ستيف شوبيرت[252]
- غريغ شوماخر[255]
- براد شيولي[285]
- كلارنس سكوت[259]
- ليون سيرسي[260][261][281]
- مارك سي[258]
- مايكل سيدمان[263]
- روبرت سيلبي[263]
- أندرو سيلفريدج[276]
- محمد شمشدين[268]
- كارفِر شانون[257]
- دنيس شو (لاعب كرة قدم أمريكية)[258]
- كيرتيس شيرار[271]
- كريس شيلينغ[270]
- دايمون شيلتون[267]
- توماس شيرمان[255]
- تيموثي شيروين[276]
- بول شيلدز[281]
- بيلي شيلدز[252]
- ساندرز شيفر[260][261]
- روي شيفر[284]
- روجر شولز[298]
- تشارلز شونتا[259]
- ليس شي[269]
- مايكل سياني[269]
- ريكي سيغلر[263]
- إد سيمونز[263]
- كينغ سيمونز[258]
- سام سيمونز[277]
- إد سيمونيني[252]
- كيث سيمز[252]
- ديفيد سيمز[254]
- نيت سينغلتون[281]
- داريل سكوجستاد[269]
- دوغلاس سكين[278]
- توم سكلاداني[259]
- جون سكوروبان[263]
- تافاريس سلوقتر[281]
- تي جيه سلوقتر[251]
- ديفيد سلون[263]
- جيسي سمول[287]
- تورانس سمول[281]
- فريد سمرلاس[252]
- بن سميث[259]
- كارل دي. سميث[253]
- تشارلي سميث[252]
- ديف سميث[276]
- دينيس سميث[258]
- فرناندو سميث[266][270]
- فرانكي إل. سميث[271]
- غوردون سميث[263]
- إيرفين سميث[276]
- جيمس سميث[257]
- جيري سميث[255]
- جون سميث[261]
- جون هـ. سميث[271]
- جون ت. سميث[260]
- لانس سميث[254]
- فيليب سميث[272]
- ريكو سميث[270]
- راسيل سميث[263]
- توني سميث[257]
- جيف سميث[266]
- توماس ل. سميث الابن[258]
- تيموثي ل. سميث[255]
- زوريل سميث[268]
- فريد سمووت[251]
- جاك سنو[252]
- جيسي سولومون[283]
- رون سولت[288]
- مايكل سومر[252]
- توم سورنسن[255]
- فيليبي سباركس[268]
- أرميجيس سبييرمان[281]
- إرنست سبيرز[266]
- جيمي سبنسر[259][280]
- موريس سبنسر[260][261]
- جريج سبيرز[281]
- جاك سكويرك[266]
- ريتشارد ستاخون[263]
- والتر ستانلي[263]
- توني ستارجل[260][261]
- رالف ستاتن جونيور[270]
- جويل ستيد[315]
- جلان ستيل[265]
- جيمس ستيفن[263]
- ريتش ستيفنز[260][261]
- ريتشارد ستيفنز[258]
- سانتو ستيفنز[257]
- أندرو ستيوارت[259]
- جيمس ستيوارت[271]
- ريان ستيوارت[300]
- آرثر ستيل[252]
- شايرون ستيث[267]
- رالف ستوكيمر[255][271]
- تيري ستوبل[255]
- بريان ستولتنبرج[252]
- دوايت ستون[260][261]
- مايكل ستونبريكر[265]
- ويليام ستوري[258]
- تيرون ستو[271]
- مايك ستراشان[271]
- آرثر سترينجر[273]
- مايكل سترومبرغ[278]
- جيمس سترونغ جونيور[257]
- داني ستابس[278]
- بات ستودستيل[258]
- روبرت سوتشي[254]
- لي ساجز[262]
- شيفر ساجز[253]
- دانيال سوليفان[252]
- جون سوليفان[263]
- جيمس سمرز[276]
- كايون سوبرناو[275]
- باتريك سيرتين[281]
- إد سوتر[253]
- ريان سوتر[265]
- اريك سوتون[271]
- ريغي سوتون[278]
- تيريل ساتون[281]
- بيل سوين[255]
- ريجي سونتون[255]
- باتريك سووبس[263]
- جيف سيدنر[259]
- جوزيف تافوني[263]
- جوزيف تافويا[273]
- ديرون تالبرت[257]
- دون تالبرت[257]
- بارون تانر[281]
- ما تانو فاسا[278]
- جاك تايتم[252]
- تيري توش[270]
- يوجين تايلور[271]
- غريغوري تايلور[270]
- جاي تايلور[316]
- روجر تايلور[253]
- فيلي تايلور (مغني)[252]
- لاري تيري[257]
- لاري ثارب[277]
- آر سي ثيلمان[253]
- أنتوني توماس[271][278]
- تشارلز توماس[252]
- تشاك توماس[276]
- إيرل طوماس[265]
- جوزيف إي. توماس[293]
- كيفن توماس[263]
- لامار توماس[281]
- لافايل توماس[270]
- روديل توماس[258]
- رودني توماس[260][261]
- أنتوني تومسون[255]
- ديفيد تومسون[253]
- إرنست تومسون[270]
- وودي تومسون[260][261]
- فينس تومسون[263]
- سيدني ثورنتون[284]
- ستيف ثورلو[252]
- جون تايس[266]
- لويس تيلمان[272]
- ترافاريس تيلمان[281]
- ميك تينجلهوف[266]
- جلين تيتينسور[263]
- لوف جيمس تولبرت[252]
- جيفري تول[270]
- توماس توث[276]
- ستيفن تاول[271]
- ريتشارد تراب[259]
- دينيس تريب[258]
- جيريميا تروتر[265]
- بيلي تروكس[252]
- دون ترول[263]
- جيري تابز[257]
- روبرت توكر[255]
- ريان تاكر (لاعب كرة قدم أمريكية)[268]
- وينديل تاكر[258]
- جيسي توغل[270]
- جودوين تورك[255]
- كايل تورلي[281]
- جون تورنر[263]
- كيفن تورنر[281]
- أوديسا تورنر[271]
- موريس تايلر[260][261]
- وينديل تايلر[254]
- إيريك أنفيرزاجت[278]
- زاك فالنتاين[273]
- بروس فان ديك[263]
- بيلي فان هيوزن[276]
- كيث فـان هورن[265]
- فيل فانديرسي[284]
- جيمس فان واغنر[254]
- فرانك فاريكيوني[266]
- جون فون[277]
- كلارنس فون[257]
- آلان فينغراد[255]
- باتريك فنزكي[260][261]
- كلارنس فيردين[252]
- كيفن فردوغو[265]
- فيل فيلابيانو[252]
- جاستن فنسنت[259]
- جورج فيسغر[272]
- ستو فويغت[255]
- جوان ويكلي[255]
- مارك فالزك[271]
- كيروين ولدروب[277]
- بروس ووكر[272]
- جاكي ووكر[269]
- جيفري ووكر[252][269]
- جيفري إل. ووكر[260][261]
- مالكوم ووكر[257]
- سامي ووكر[270]
- أنتوني ووكر جونيور[263]
- واين ووكر[255]
- لاري والاس[269]
- روجر والاس[263]
- ستيف والاس[261]
- كريس والش[285]
- وارد دبليو والش[271]
- كين والتر[266]
- زاك وولز[268]
- ديدريك وارد[273]
- كورت وارنر[253]
- ألفين واشنطن[263]
- برايان واشنطن[263]
- ديف واشنطن جونيور[252]
- جو واشنطن[252]
- مايك واشنطن[270]
- ديفيد واسك[265]
- تشارلي واترس[257][276]
- لورانس واتكنز[286]
- إيرا واتلي[255]
- فرانك واتيليت الثاني[266]
- ثيودور واتس[270]
- روبرت ويذرز[272]
- سيفوس ويذرسبون[265]
- تشارلز ويفر[257]
- جد ويفر[281]
- لاري ويبستر[252]
- نيت ويبستر[268]
- فلويد ويدربورن[310]
- مايكل ويدينغتون[252]
- بيرت فايدنر[258]
- جوناثان ويلزي[258]
- توم ويلتر[253]
- رالف وينزل[283]
- ديريك ويست[258]
- إد ويست[284]
- لاري ويغام[268]
- ديفيد إم. وايت[272]
- إدوارد وايت[252]
- جيمس كيرتيس وايت[263]
- لوني وايت[265]
- ميتش وايت[281]
- باتريك وايت[270]
- راندي وايت[257]
- راسيل وايت[271]
- فيلي وايتهيد[287]
- جيمس ويتلي[270]
- كيفن ويتلي[270]
- آرثر ويتنغتون[253]
- ج.ر. ويلبورن[253]
- جيمس وايلدر[283]
- إدي ويليامز[281]
- ريغي ويلكس[294]
- جيرالد ويلهايت[263]
- كيفن ويلهايت[270]
- برينت وليامز[266]
- كالفين وليامز[254]
- كريس وليامز[269]
- داريل وليامز[257][281][إخفاق التحقق]
- ديروين وليامز[269]
- جيمس وليامز[252][276]
- جويل وليامز[253][277]
- جون إل. وليامز[252]
- جون إم. وليامز[255]
- كيندال وليامز[272]
- مايكل سي. وليامز[284]
- نيوتن وليامز[272]
- راندال وليامز[268]
- سكوت وليامز[271]
- فريد ويليامسون[269]
- ميتش ويليس[276]
- جيمس ويليس[272]
- دونالد ويلسون[271]
- إدي ويلسون[276]
- جيري ويلسون[252]
- كوينسي ويلسون[271]
- رينارد ويلسون[281]
- ستيف ويلسون[266]
- تروي ويلسون[257]
- براندون ويني[255]
- دنيس وينستون[263]
- دينيس ويرجوفسكي[258]
- كوري ويثرو[262]
- جو وولف[253]
- مايك وود[252]
- كين ودارد[277]
- شون وودن[295]
- ريتشارد وودلي[258]
- جيري وودز[255]
- لاري وودز[252]
- روبرت وودز[273]
- مارف وودسون[252]
- روسكو وورد جونيور[251]
- داري ت. رين[271]
- إريك رايت[278]
- فيليكس رايت[257]
- رايفيلد رايت[257]
- ستيف رايت[266][269]
- تيري رايت[272]
- توبي ل. رايت[272]
- توري رايت[271]
- رينالدو وين[273]
- جيمي وياريك[281]
- جيمس ياربرو[263]
- جيف يتس[257]
- غارو يبريميان[259]
- موريس يومانس[255]
- أدريان يونغ[265]
- مايكل يونغ[268]
- ريتشارد يونغ[272]
- فرانك يوسو[252]
- ستيف زابل[272]
- كارل زاندر (لاعب كرة قدم أمريكية)[253]
- إيمانويل زاندرز[271]
- كوني زيلينيك[265]
- بول زوكاوسكاس[285]

## طالع
- الاعتلال الدماغي المزمن في الألعاب الرياضية
- ارتجاجات في كرة قدم أمريكية
- ارتجاج